# Climat continental

Zones de climat continental

Le climat continental, selon la classification de Köppen (Dfa, Dfb, Dfc, Dfd, Dsa, Dsb, Dsc, Dsd, Dwa, Dwb, Dwc et Dwd) est un climat qui concerne des régions éloignées du littoral (façades occidentales des continents) ou recevant les vents et précipitations de l'intérieur du continent (façades orientales des continents) à des latitudes moyennes. Il se caractérise par une forte amplitude thermique annuelle (plus de 20 °C).

## Typologie

### Climats continentaux classiques, liés aux façades occidentales
Plus on s'éloigne du littoral en partant des façades occidentales des continents, plus le climat océanique se dégrade : les précipitations deviennent de plus en plus inégales et tombent majoritairement en été, les hivers sont plus froids que sur la côte.
Le climat hypercontinental : l'amplitude thermique annuelle atteint son maximum en Iakoutie. Ce sont des régions de hautes latitudes qui conjuguent les effets de la continentalité et des différences saisonnières. L'amplitude thermique est par exemple de 66 °C à Verkhoïansk.
Les parties nordiques et plus froides du climat continental, avec hiver très long et été court, qui correspondent au climat de la taïga, et ci-dessous aux climats « sibérien » et « hypercontinental », sont classés comme « climat subarctique » dans la classification de Köppen.
| Nom                         | Hiver                  | Été                        | Amplitude thermique annuelle | Précipitations annuelles | Régions concernées                                                                   |
| --------------------------- | ---------------------- | -------------------------- | ---------------------------- | ------------------------ | ------------------------------------------------------------------------------------ |
| russo-polonais              | hiver long et froid    | relativement long et chaud | entre 20 et 30 °C            | entre 450 et 700 mm      | Europe de l'Est, de la Vistule à l'Oural ; région des Grands Lacs (Amérique du Nord) |
| sibérien                    | hiver très froid       | très court                 | forte                        | entre 400 et 600 mm      | Nord de la Scandinavie, Sibérie (sauf le littoral arctique); centre du Canada        |
| yakoute ou hypercontinental | glacial et peu neigeux | très court                 | la plus forte de la planète  | autour de 200 mm         | Yakoutie                                                                             |

### Climats de façade orientale
Un cas particulier est celui des façades orientales des continents. Comme en façade occidentale on observe un dégradé climatique. Le climat dévie vers le sud sur un climat subtropical humide, comportant des étés chauds et moites avec des hivers plus doux où les précipitations restent importantes.
On y retrouve d'importants contrastes thermiques entre l'été et l'hiver, à cause de l'alternance de flux puissants, froids en hiver, chauds en été. Mais pendant ces deux saisons, ces flux ne suivent pas l'orientation ouest-est mais sont d'orientation nord-sud en hiver et sud-nord en été : on appelle cela la circulation méridienne alternée. Les flux méridiens provoquent l'envahissement des masses d'air polaires en hiver (cold waves en janvier-février aux États-Unis), et des masses d'air tropical en été.
Aussi le climat de façade orientale se distingue du climat continental classique par le fait que certaines de ces zones (au centre des États-Unis et en Asie orientale) ont des étés chauds et humides : 26,3 °C à Saint-Louis (latitude : 39,4°N) aux États-Unis, 26,4 °C à Tianjin (latitude : 39°N) en Chine. Pourtant, les étés sont moins chauds dans les régions du nord, par exemple au Canada: 19,3 °C à Québec.
Ce climat se situe typiquement dans le centre et le nord-est des États-Unis, au Canada (dans le sud du Québec ainsi que dans les provinces de l'Atlantique), ou bien dans le nord de la Chine et en Corée.
| Nom            | Hiver                   | Été                 | Amplitude thermique annuelle | Précipitations annuelles | Régions concernées                                                                     |
| -------------- | ----------------------- | ------------------- | ---------------------------- | ------------------------ | -------------------------------------------------------------------------------------- |
| acadien        | hiver froid et neigeux  | été frais et humide | entre 20 et 30 °C            | réparties régulièrement  | nord du Japon, Kamtchatka ; sud-est du Canada, Acadie                                  |
| mandchourien   | hiver froid et très sec | été chaud et humide | entre 35 et 45 °C            | irrégulières             | nord de la Chine orientale                                                             |
| missourien     | hiver froid             | été chaud et humide | entre 25 et 30 °C            | autour de 700 mm         | centre de la Chine orientale, centre des États-Unis                                    |
| hauts plateaux | hiver froid             | été chaud et sec    | entre 30 et 35 degrés        | 500 mm                   | Anatolie, centre de l'Espagne, centre de l'Iran montagnes de l’Atlas (Afrique du Nord) |

## Flore

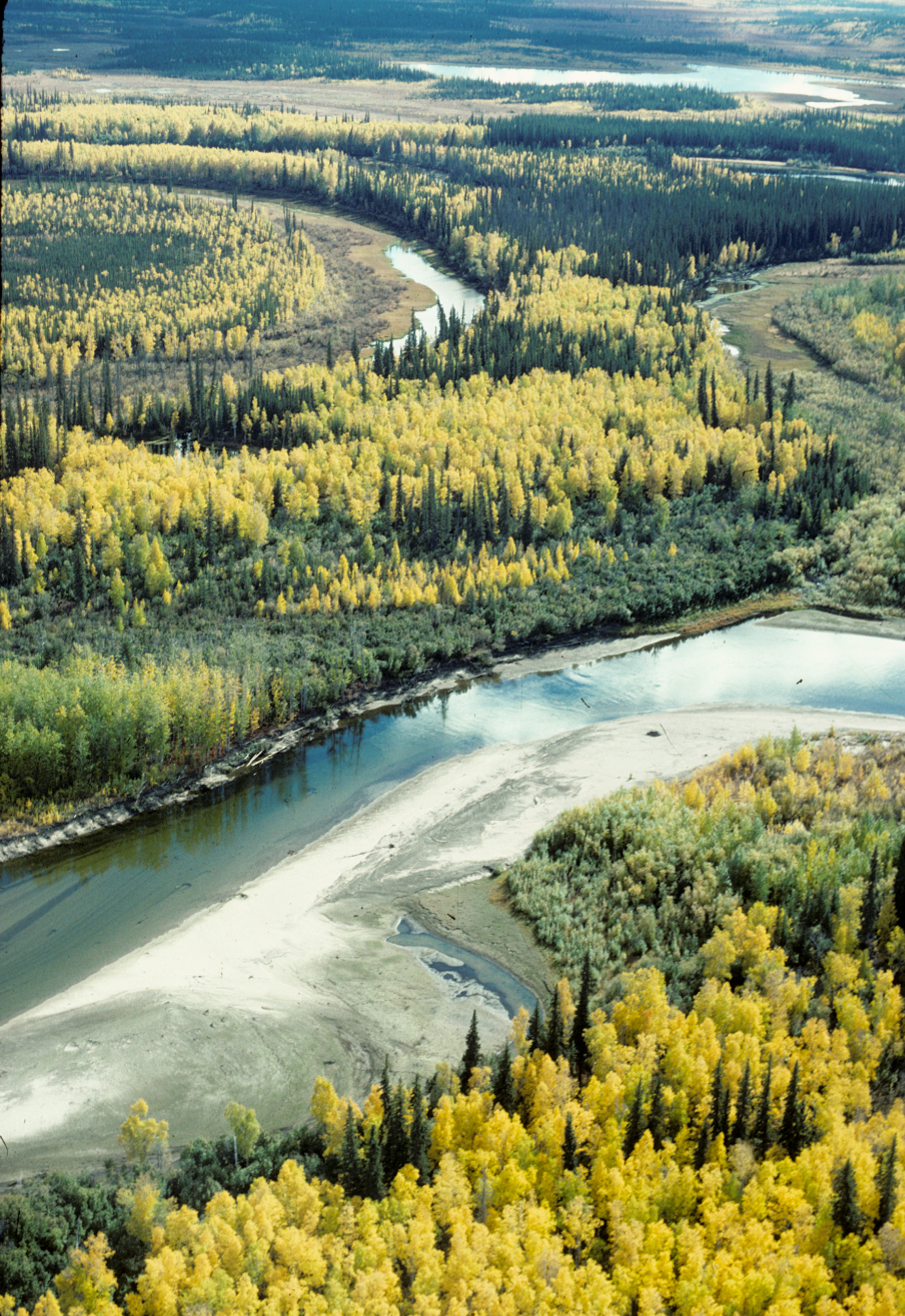
Taïga en Amérique du Nord.

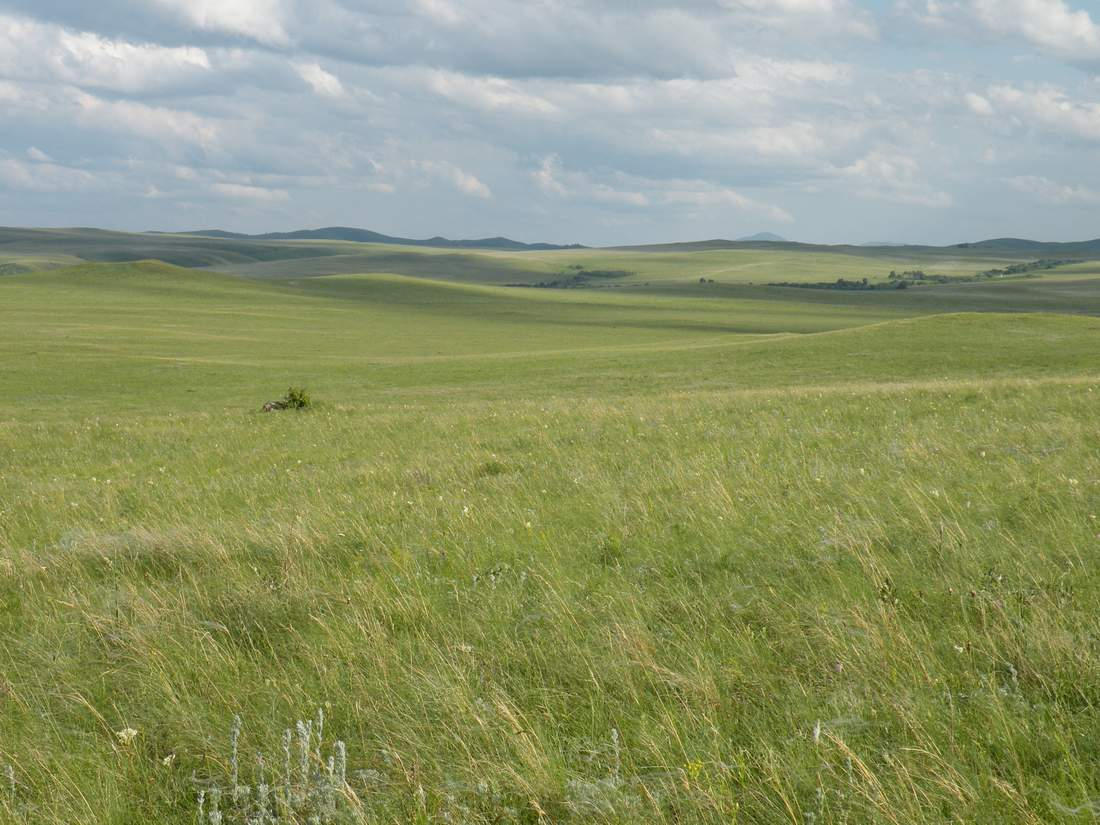
Steppe en Sibérie.

Les formations végétales sont très variées :
- la forêt mixte ou décidue (sous les variantes modérées et humides du climat tempéré continental) ;
- la prairie ou steppe (variantes moins humides, à semi-arides) ;
- la taïga (variantes froides : climat subarctique).

## Diagrammes climatiques

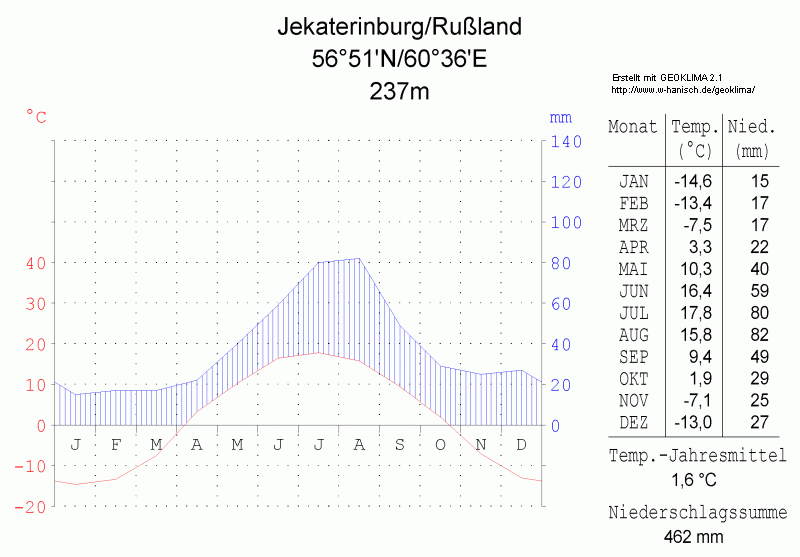
Ekaterinbourg (Russie)